# Rivière Durouvray
Rivière Durouvray är ett vattendrag i Kanada.   Det ligger i provinsen Québec, i den östra delen av landet, 1 800 km norr om huvudstaden Ottawa. Rivière Durouvray ligger vid sjöarna  Lac Maniraq Lac Qillaaq Lac Sirluaq Lac Tunusuk och Lac Tunusurusiq.
Omgivningarna runt Rivière Durouvray är i huvudsak ett öppet busklandskap. Trakten runt Rivière Durouvray är nära nog obefolkad, med mindre än två invånare per kvadratkilometer.